# Олена Тирел
Олена Тирел е измислен герой от поредицата „Песен за огън и лед“ от фантастичните романи на американския писател Джордж Р. Р. Мартин и неговата телевизионна адаптация Игра на тронове.
Олена се споменава за първи път в „Игра на тронове“ (1996) и се появява в „Вихър от мечове“ (2000) и „Пир за врани“ (2005). Тя е матриархът на могъщия дом Тирел най-големият и вторият най-богат от осемте големи домове на Вестерос. Олена се характеризира с нейната хитрост, амбиция и остър ум (последният от които е основата за нейната титла, Кралицата на тръните. Въпреки че семейството ѝ е свързано в Ланистър в Кралски чертог, тя често открива собствените си планове в противоречие с техните, особено тези на Тивин Ланистър. Тя, заедно с Питър Бейлиш са отговорни за смъртта на крал Джофри Баратеон по време на сватбата му с нейната внучка и протеже, Марджъри.
В телевизионната адаптация на HBO Олена Тирел се играе от английската актриса Даяна Риг, която получава значителни похвали от критиката за изпълнението си.

## Описание
Олена Тирел, известна още като Кралицата на тръните, е бивша Редуин и майка на Мейс Тирел. Описват я като суха и хитра старица с нечестиво остроумие и остър език и е известна с това, че открито излага мнението си.
Олена няма гледна точка в романите, така че нейните действия са свидетелни и тълкувани през очите на други хора, като Санса Старк и Церсей Ланистър. Олена е предимно фонов герой в романите.

## Сюжетни линии
В „Буря от мечове“ тя заговорничи Санса да бъде отведена в Планински рай, за да се омъжи за внука ѝ Лорас.Този план е осуетен от Ланистър, който принуждава Санса да се омъжи за Тирион Ланистър. По късно в Буря от мечове, за да защити Марджъри от жестокостта на крал Джофри, Олена всъщност е убила Джофри по време на сватбата му. По-късно Марджъри се омъжва за по-малкия брат, Томен Баратеон.

## ТВ адаптация
Лейди Олена, по-известна като „Кралицата на тръните“, е остроумна баба на Лорас и Марджъри.В адаптацията Олена е матриархът и истинската сила зад домът Тирел. Тя също е наясно и обикновено не се интересува от хомосексуалността на внука си Лорас. Тя е един от малкото герои, които Тивин Ланистър третира като равен.
Олена е изиграна от британската актриса Даяна Риг в телевизионната адаптация на поредицата книги.

### Сезон 3
След като научи злодеянията които Санса Старк претърпя от Джофри, Олена разбира, че Марджъри може да ибезгне такава съдба, като използва любовта на Джофри към насилието. Варис предупреждава Олена, че Питър Бейлиш има планове за Санса, която, предвид смъртта или изчезването на всичките си братя, сега е ключът към Севера. По този начин Олена тайно планира да накара Санса да се омъжи за Лорас. Планът ѝ е осуетен от самия Лорас, който случайно го разкрива на новия си любовник, един от шпионите на Бейлиш. Бейлиш информира Тивин Ланистър, който кара Санса да се омъжи за сина му Тирион Ланистър.

### Сезон 4
Олена заговорничи с Питър Бейлиш да убие Джофри, за да защити Марджъри от зверската природа на Джофри – всъщност Олена е извършила делото, използвайки отрова, която Питър ѝ осигурява. Тихо признавайки действията си, Олена съветва Марджъри да се запознае с новата си мишена Томен Баратеон, по-малкият брат и наследник на Джофри, преди Церсей да го обърне срещу нея. Малко след това Олена се връща в Планински рай

### Сезон 5
Когато Лорас е арестуван за хомосексуалността си от възстановената Вяра на седемте. Марджъри пише на баба си, която се връща в столицата, за да защити внуците си от схемите на Церсей. Но погрешно вярвайки, че арестът на Лорас е предназначен просто да унижи Тирелите. По-късно тя се изправя срещу Върховния врабец без резултат и има тайна среща с лорд Бейлиш който, изнудван от Олена за участието му в смъртта на Джофри и с цел на облекчи мъченията на внуците си в затвора дава на врабците ценна иформация за прелюбодейната връзка на Церсей с брат ѝ.

### Сезон 6
Олена предприема стъпки, за да освободи Марджъри от Върховния врабец но планът е осуетен, когато Томен сключва съюз с Вярата и става новата марионетка на Върховния врабец. Марджъри се преструва на лоялна и успява да предупреди Олена да напусне града.
Планът на Церсей в крайна сметка причинява унищожаването на Великата септа убивайки Марджъри, Лорас, Мейс и Върховния врабец. Опечалената Олена е поканена в Дорн, за да се срещне с Елария Санд, която е поела контрола над региона и е обявила открит бунт срещу Ланистър. В Дорн Елария представя Варис, който убеждава Олена да подкрепи Денерис Таргериан. Олена изпраща флота на Тирел в Мирийн, за да съдейства за отвеждането на армията на Денерис във Вестерос.

### Сезон 7
По време на среща със съюзниците на Денерис в крепостта Драконов камък, Олена показва първоначалното си безпокойство относно плана на Тирион Ланистър да атакува Кралски чертог използвайки армиите на Тирел и Дорн, но в крайна сметка се съгласява.
В „Справедливостта на кралицата“ Джайм Ланистър поема контрола над Планински рай по заповед на Церсей. Той се изправя срещу Олена, давайки ѝ безболезнена смърт от отрова, като я поставя в чашата ѝ с вино, докато тя гледа. Тя изпива цялата чаша наведнъж без колебание и след това признава отговорността си за смъртта на Джофри, като иска Церсей да знае кой го е направил.

### Признание и награди
Даяна Риг получава положителни отзиви и награди за ролята си на Олена Тирел в сериала.